# Metachrostis melabela
Metachrostis melabela är en fjärilsart som beskrevs av George Francis Hampson 1910. Metachrostis melabela ingår i släktet Metachrostis och familjen nattflyn. Inga underarter finns listade i Catalogue of Life.